# Elisabet de Polònia

Escut del seu marit Joan Szapolya

Elisabet de Polònia (1518-1558) fou reina d'Hongria i de Transsilvània, era filla de Segimon I Jagelló el Vell, rei de Polònia.
Casà el 1539 amb Joan I de Polònia (Joan Szapolya), voivodat de Transsilvània i rei d'Hongria, i havent enviudat, governà el regne durant la minoria de Joan Segimon. Fou expulsada d'Hongria per Solimà I, i de Transsilvània per Àustria; però temps després tornà a Transsilvània cridada pel poble, que havia expulsat als austríacs.